# بهترین خواننده‌ها (مجموعه تلویزیونی)
بهترین خواننده‌ها ( انگلیسی: The Best Singers)، یک برنامه تلویزیونی هلندی است که توسط شبکه‌ی AVROTROS پخش می‌شد که الان اتمام یافته است سری اول این برنامه بین ۵ ژوئیه تا ۳۰ اوت ۲۰۰۹ پخش شد و میزبان آن ادسیلیا رومبلی خواننده‌ی اهل هلند بود.
در هر سری از این برنامه تعدادی از خوانندگان مشهور به اجرای آهنگ‌های هنرمندان دیگر به صورت کاور می‌پردازند و بهترین اجرا کننده برنده‌ی مسابقه خواهد شد.